# Pallanuoto ai XVII Giochi panamericani
Il XVII torneo panamericano di pallanuoto si è svolto all'interno dei Giochi panamericani 2015 di Toronto, in Canada. Le gare si sono disputate tra il 7 e il 15 luglio nell'impianto del Markham Pan Am Centre di Markham, a nord di Toronto.
Hanno partecipato alla competizione otto squadre per il torneo maschile e otto per quello femminile. La formula è stata la stessa della precedente edizione: sono stati disputati due gironi preliminari al termine dei quali le prime due classificate hanno avuto accesso alle semifinali, mentre le altre hanno affrontato le gare di classificazione. In entrambe le competizioni a vincere è stata la nazionale statunitense, che ha battuto in finale il Brasile nel torneo maschile e il Canada in quello femminile.

## Torneo maschile

### Fase preliminare

#### Gruppo A
| Squadra     | Pti | G | V | P | S | GF | GS | Diff |
| ----------- | --- | - | - | - | - | -- | -- | ---- |
| Stati Uniti | 6   | 3 | 3 | 0 | 0 | 62 | 7  | +55  |
| Argentina   | 3   | 3 | 1 | 1 | 1 | 31 | 29 | +2   |
| Cuba        | 3   | 3 | 1 | 1 | 1 | 11 | 31 | -20  |
| Ecuador     | 0   | 3 | 0 | 0 | 3 | 11 | 58 | -47  |

Risultati
| Data      | Ora   | Partita     | Partita | Partita   |
| --------- | ----- | ----------- | ------- | --------- |
| 7 luglio  | 20:08 | Stati Uniti | 27 - 0  | Ecuador   |
| 8 luglio  | 16:08 | Ecuador     | 8 - 21  | Argentina |
| 8 luglio  | 18:08 | Stati Uniti | 21 - 4  | Cuba      |
| 9 luglio  | 20:08 | Cuba        | 7 - 7   | Argentina |
| 11 luglio | 16:08 | Stati Uniti | 14 - 3  | Argentina |
| 11 luglio | 20:08 | Ecuador     | 3 - 10  | Cuba      |

#### Gruppo B
| Squadra   | Pti | G | V | P | S | GF | GS | Diff |
| --------- | --- | - | - | - | - | -- | -- | ---- |
| Brasile   | 6   | 3 | 3 | 0 | 0 | 53 | 18 | +35  |
| Canada    | 4   | 3 | 2 | 0 | 1 | 42 | 20 | +22  |
| Messico   | 1   | 3 | 0 | 1 | 2 | 27 | 50 | -23  |
| Venezuela | 1   | 3 | 0 | 1 | 2 | 13 | 47 | -34  |

Risultati
| Data      | Ora   | Partita   | Partita | Partita   |
| --------- | ----- | --------- | ------- | --------- |
| 7 luglio  | 16:08 | Venezuela | 9 - 9   | Messico   |
| 7 luglio  | 18:08 | Canada    | 7 - 9   | Brasile   |
| 8 luglio  | 20:08 | Brasile   | 22 - 2  | Venezuela |
| 9 luglio  | 16:08 | Brasile   | 22 - 9  | Messico   |
| 9 luglio  | 18:08 | Canada    | 16 - 2  | Venezuela |
| 11 luglio | 18:08 | Canada    | 19 -9   | Messico   |

### Fase finale

#### Tabellone 1º - 4º posto
|  | Semifinali  | Semifinali  | Semifinali |         |             | Finale 1º posto | Finale 1º posto | Finale 1º posto |  |
|  |             |             |            |         |             |                 |                 |                 |  |
|  | Stati Uniti | Stati Uniti | 9          |         |             |                 |                 |                 |  |
|  | Stati Uniti | Stati Uniti | 9          |         |             |                 |                 |                 |  |
|  | Canada      | Canada      | 8          |         |             |                 |                 |                 |  |
|  | Canada      | Canada      | 8          |         | Stati Uniti | Stati Uniti     | 11              |                 |  |
|  |             |             |            |         | Stati Uniti | Stati Uniti     | 11              |                 |  |
|  |             |             | Brasile    | Brasile | 9           |                 |                 |                 |  |
|  | Argentina   | Argentina   | Brasile    | Brasile | 9           | 9               |                 |                 |  |
|  | Argentina   | Argentina   |            |         |             | 9               |                 |                 |  |
|  | Brasile     | Brasile     | 15         |         |             | Finale 3º posto | Finale 3º posto | Finale 3º posto |  |
|  | Brasile     | Brasile     | 15         |         |             |                 |                 |                 |  |
|  |             |             |            |         |             |                 |                 |                 |  |
|  |             |             |            |         |             | Canada          | Canada          | 16              |  |
|  |             |             |            |         |             | Canada          | Canada          | 16              |  |
|  |             |             |            |         |             | Argentina       | Argentina       | 8               |  |

#### Tabellone 5º - 8º posto
|  | Semifinali | Semifinali | Semifinali |         |           | Finale 5º posto | Finale 5º posto | Finale 5º posto |  |
|  |            |            |            |         |           |                 |                 |                 |  |
|  | Cuba       | Cuba       | 8          |         |           |                 |                 |                 |  |
|  | Cuba       | Cuba       | 8          |         |           |                 |                 |                 |  |
|  | Venezuela  | Venezuela  | 9          |         |           |                 |                 |                 |  |
|  | Venezuela  | Venezuela  | 9          |         | Venezuela | Venezuela       | 11              |                 |  |
|  |            |            |            |         | Venezuela | Venezuela       | 11              |                 |  |
|  |            |            | Messico    | Messico | 14        |                 |                 |                 |  |
|  | Ecuador    | Ecuador    | Messico    | Messico | 14        | 7               |                 |                 |  |
|  | Ecuador    | Ecuador    |            |         |           | 7               |                 |                 |  |
|  | Messico    | Messico    | 17         |         |           | Finale 7º posto | Finale 7º posto | Finale 7º posto |  |
|  | Messico    | Messico    | 17         |         |           |                 |                 |                 |  |
|  |            |            |            |         |           |                 |                 |                 |  |
|  |            |            |            |         |           | Cuba            | Cuba            | 13              |  |
|  |            |            |            |         |           | Cuba            | Cuba            | 13              |  |
|  |            |            |            |         |           | Ecuador         | Ecuador         | 6               |  |

### Risultati

#### Semifinali
| Toronto 13 luglio 2015                              | Stati Uniti | 9 – 8 (3-1, 1-2, 2-1, 3-4) referto | Canada | Markham Pan Am Centre |
| \| \| \| \| \| 3: Cupido \| Marcatori \| 3: Boyd \| |             |                                    |        |                       |
|                                                     |             |                                    |        |                       |
| 3: Cupido                                           | Marcatori   | 3: Boyd                            |        |                       |

| Toronto 13 luglio 2015                                     | Argentina | 9 – 15 (3-1, 4-1, 4-2, 4-5) referto | Brasile | Markham Pan Am Centre |
| \| \| \| \| \| 3: Perrone \| Marcatori \| 3: Carabantes \| |           |                                     |         |                       |
|                                                            |           |                                     |         |                       |
| 3: Perrone                                                 | Marcatori | 3: Carabantes                       |         |                       |

- 5º-8º posto

| Toronto 13 luglio 2015                                    | Venezuela | 9 – 8 (1-3, 1-2, 2-1, 5-2) referto | Cuba | Markham Pan Am Centre |
| \| \| \| \| \| 2: Velazquez \| Marcatori \| 4: Carales \| |           |                                    |      |                       |
|                                                           |           |                                    |      |                       |
| 2: Velazquez                                              | Marcatori | 4: Carales                         |      |                       |

| Toronto 13 luglio 2015                                        | Ecuador   | 7 – 17 (3-3, 4-3, 0-6, 0-5) referto | Messico | Markham Pan Am Centre |
| \| \| \| \| \| 4: Kaltenbach \| Marcatori \| 5: O'Brien Jr \| |           |                                     |         |                       |
|                                                               |           |                                     |         |                       |
| 4: Kaltenbach                                                 | Marcatori | 5: O'Brien Jr                       |         |                       |

#### Finali
- 7º posto

| Toronto 15 luglio 2015                                     | Cuba      | 13 – 6 (2-1, 1-3, 5-2, 5-0) referto | Ecuador | Markham Pan Am Centre |
| \| \| \| \| \| 5: Carales \| Marcatori \| 3: Kaltenbach \| |           |                                     |         |                       |
|                                                            |           |                                     |         |                       |
| 5: Carales                                                 | Marcatori | 3: Kaltenbach                       |         |                       |

- 5º posto

| Toronto 15 luglio 2015                                     | Messico   | 14 – 11 (3-3, 4-2, 2-3, 5-3) referto | Venezuela | Markham Pan Am Centre |
| \| \| \| \| \| 4: Avalos \| Marcatori \| 3: Perez Ribas \| |           |                                      |           |                       |
|                                                            |           |                                      |           |                       |
| 4: Avalos                                                  | Marcatori | 3: Perez Ribas                       |           |                       |

- Finale per il Bronzo

| Toronto 15 luglio 2015                                              | Canada    | 16 – 8 (3-2, 5-3, 4-2, 4-1) referto | Argentina | Markham Pan Am Centre |
| \| \| \| \| \| 4: Conway, 3: Taschereau \| Marcatori \| 3: Yanez \| |           |                                     |           |                       |
|                                                                     |           |                                     |           |                       |
| 4: Conway, 3: Taschereau                                            | Marcatori | 3: Yanez                            |           |                       |

- Finale per l'Oro

| Toronto 15 luglio 2015                                                 | Stati Uniti | 11 – 9 (1-0, 6-5, 3-3, 1-1) referto | Brasile | Markham Pan Am Centre |
| \| \| \| \| \| 3: Cupido, Samuels \| Marcatori \| 3: Gomes, Perrone \| |             |                                     |         |                       |
|                                                                        |             |                                     |         |                       |
| 3: Cupido, Samuels                                                     | Marcatori   | 3: Gomes, Perrone                   |         |                       |

### Classifica finale
| Pos     | Squadre     |
| ------- | ----------- |
| Oro     | Stati Uniti |
| Argento | Brasile     |
| Bronzo  | Canada      |
| 4       | Argentina   |
| 5       | Messico     |
| 6       | Venezuela   |
| 7       | Cuba        |
| 8       | Ecuador     |

## Torneo femminile

### Fase preliminare

#### Gruppo A
| Squadra     | Pti | G | V | P | S | GF | GS | Diff |
| ----------- | --- | - | - | - | - | -- | -- | ---- |
| Stati Uniti | 6   | 3 | 3 | 0 | 0 | 73 | 9  | +64  |
| Cuba        | 4   | 3 | 2 | 0 | 1 | 24 | 30 | -6   |
| Argentina   | 2   | 3 | 1 | 0 | 2 | 16 | 48 | -32  |
| Messico     | 0   | 3 | 0 | 0 | 3 | 20 | 46 | -26  |

Risultati
| Data      | Ora   | Partita     | Partita | Partita   |
| --------- | ----- | ----------- | ------- | --------- |
| 7 luglio  | 8:08  | Stati Uniti | 25 - 3  | Messico   |
| 8 luglio  | 08:08 | Messico     | 8 - 10  | Argentina |
| 8 luglio  | 10:08 | Stati Uniti | 18 - 3  | Cuba      |
| 9 luglio  | 10:08 | Cuba        | 10 - 3  | Argentina |
| 11 luglio | 08:08 | Stati Uniti | 30 - 3  | Argentina |
| 11 luglio | 10:08 | Cuba        | 11 - 9  | Messico   |

#### Gruppo B
| Squadra    | Pti | G | V | P | S | GF | GS | Diff |
| ---------- | --- | - | - | - | - | -- | -- | ---- |
| Canada     | 5   | 3 | 1 | 1 | 0 | 45 | 20 | +25  |
| Brasile    | 5   | 3 | 2 | 1 | 0 | 42 | 18 | +24  |
| Venezuela  | 1   | 3 | 0 | 1 | 2 | 16 | 44 | -28  |
| Porto Rico | 1   | 3 | 0 | 1 | 2 | 26 | 47 | -21  |

Risultati
| Data      | Ora   | Partita   | Partita | Partita    |
| --------- | ----- | --------- | ------- | ---------- |
| 7 luglio  | 08:08 | Venezuela | 11 - 11 | Porto Rico |
| 7 luglio  | 12:08 | Canada    | 7 - 7   | Brasile    |
| 8 luglio  | 12:08 | Canada    | 15 - 4  | Venezuela  |
| 9 luglio  | 08:08 | Venezuela | 1 - 18  | Brasile    |
| 9 luglio  | 12:08 | Canada    | 19 - 5  | Porto Rico |
| 11 luglio | 12:08 | Brasile   | 17 - 10 | Porto Rico |

### Fase finale

#### Tabellone 1º - 4º posto
|  | Semifinali  | Semifinali  | Semifinali |        |             | Finale 1º posto | Finale 1º posto | Finale 1º posto |  |
|  |             |             |            |        |             |                 |                 |                 |  |
|  | Stati Uniti | Stati Uniti | 16         |        |             |                 |                 |                 |  |
|  | Stati Uniti | Stati Uniti | 16         |        |             |                 |                 |                 |  |
|  | Brasile     | Brasile     | 3          |        |             |                 |                 |                 |  |
|  | Brasile     | Brasile     | 3          |        | Stati Uniti | Stati Uniti     | 13              |                 |  |
|  |             |             |            |        | Stati Uniti | Stati Uniti     | 13              |                 |  |
|  |             |             | Canada     | Canada | 4           |                 |                 |                 |  |
|  | Cuba        | Cuba        | Canada     | Canada | 4           | 7               |                 |                 |  |
|  | Cuba        | Cuba        |            |        |             | 7               |                 |                 |  |
|  | Canada      | Canada      | 14         |        |             | Finale 3º posto | Finale 3º posto | Finale 3º posto |  |
|  | Canada      | Canada      | 14         |        |             |                 |                 |                 |  |
|  |             |             |            |        |             |                 |                 |                 |  |
|  |             |             |            |        |             | Brasile         | Brasile         | 9               |  |
|  |             |             |            |        |             | Brasile         | Brasile         | 9               |  |
|  |             |             |            |        |             | Cuba            | Cuba            | 6               |  |

#### Tabellone 5º - 8º posto
|  | Semifinali | Semifinali | Semifinali |         |            | Finale 5º posto | Finale 5º posto | Finale 5º posto |  |
|  |            |            |            |         |            |                 |                 |                 |  |
|  | Argentina  | Argentina  | 6          |         |            |                 |                 |                 |  |
|  | Argentina  | Argentina  | 6          |         |            |                 |                 |                 |  |
|  | Porto Rico | Porto Rico | 14         |         |            |                 |                 |                 |  |
|  | Porto Rico | Porto Rico | 14         |         | Porto Rico | Porto Rico      | 12              |                 |  |
|  |            |            |            |         | Porto Rico | Porto Rico      | 12              |                 |  |
|  |            |            | Messico    | Messico | 11         |                 |                 |                 |  |
|  | Messico    | Messico    | Messico    | Messico | 11         | 10              |                 |                 |  |
|  | Messico    | Messico    |            |         |            | 10              |                 |                 |  |
|  | Venezuela  | Venezuela  | 8          |         |            | Finale 7º posto | Finale 7º posto | Finale 7º posto |  |
|  | Venezuela  | Venezuela  | 8          |         |            |                 |                 |                 |  |
|  |            |            |            |         |            |                 |                 |                 |  |
|  |            |            |            |         |            | Argentina       | Argentina       | 8               |  |
|  |            |            |            |         |            | Argentina       | Argentina       | 8               |  |
|  |            |            |            |         |            | Venezuela       | Venezuela       | 9               |  |

### Classifica finale
| Pos     | Squadre     |
| ------- | ----------- |
| Oro     | Stati Uniti |
| Argento | Canada      |
| Bronzo  | Brasile     |
| 4       | Cuba        |
| 5       | Porto Rico  |
| 6       | Messico     |
| 7       | Venezuela   |
| 8       | Argentina   |